# Hartnackschule Berlin
Die Hartnackschule Berlin ist eine private Sprachschule in Berlin. Die Schule bietet Deutschkurse für alle Stufen an. Das Gebäude der Schule liegt nahe dem Nollendorfplatz in der Motzstraße im Ortsteil Schöneberg. Die Hartnackschule ist vom Senat von Berlin anerkannt und von allen Universitäten, Arbeitsämtern und anderen öffentlichen Einrichtungen akzeptiert.

## Geschichte der Schule

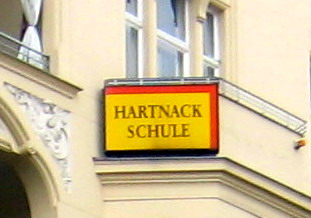
Schild der Schule

Die Hartnackschule wurde 1915 von Paul Emil Hartnack in Köln gegründet und 1934 nach Berlin verlagert. Im Jahre 1952 wurde sie von Artur Lauterbach übernommen. Seit Jahrzehnten gehört die Schule dem Verband Deutscher Privatschulen (VDP) an. Bis zu seinem Tode 1981 war Artur Lauterbach Inhaber und Leiter der Hartnackschule. In den Jahren 1981 bis 2013 war Inge Lauterbach geschäftsführende Inhaberin. Seit 2000 ist die Hartnackschule Berlin nach ISO 9001 zertifiziert. 2002 wurde die Lauterbach-Stiftung  gegründet. Das Ziel der Stiftung ist die Förderung begabter und finanziell bedürftiger Kursteilnehmer der Hartnackschule.
Seit dem 1. September 2013 hat der langjährige Schulleiter Henning Lauterbach auch die Inhaberschaft der Hartnackschule Berlin inne. In der Hartnackschule Berlin sind rund 60 Mitarbeiter tätig.

## Kursangebot
Die Hartnackschule bietet die folgenden Kurse an:

### Deutsch
- Deutschkurse von A1- bis C2-Niveau des Gemeinsamen Europäischen Referenzrahmens
- Live-Online-Deutschkurse A1- bis C1-Niveau
- Prüfungsvorbereitungskurse für telc-Prüfungen
- Integrationskurse
- Berufssprachkurse (BAMF)
- Deutsch für Mediziner (BAMF)

## Prüfungsangebot
- TestDaF-Prüfung
- telc-Prüfungen A1 - C2
- Test „Leben in Deutschland“ (ähnlich dem Einbürgerungstest)